# 허연경
허연경(2005년 12월 16일 ~ )은 대한민국의 여자 수영 선수이다.

### 2.1.2022 항저우 아시안 게임
- 혼계영 4X100m 에서 은메달을 획득하였다.

- 계영 4X200m 에서 동메달을 획득하였다.

- 혼성 혼계영 4X100m 에서 예선멤버로 출전했고, 동메달을 획득하였다.

### 2.2. 제104회 전국체육대회
여자 고등부 자유형 50m 결승에서 24초 97의 기록으로 한국 신기록을 세워 우승했다. 한국 선수중에서는 최초로 24초대 진입 기록이다.

## 3. 수상 기록
| 아시안 게임 | 아시안 게임 | 아시안 게임        |
| ----------- | ----------- | ------------------ |
| 은메달      | 2022 항저우 | 혼계영 4×100m      |
| 동메달      | 2022 항저우 | 계영 4×200m        |
| 동메달      | 2022 항저우 | 혼성 혼계영 4×100m |